# N'Guelbély
N'Guelbély ou N'Guel-Beyli est une localité et une commune rurale du Niger, département de Maïné-Soroa, région de Diffa.

## Géographie
La localité de N'Guelbély est située à 91 km au nord du chef-lieu départemental Maïné-Soroa. 
| Tesker      | Tesker, N'Gourti |           |
| Goudoumaria | N'Guelbély       | Kabléwa   |
| Maïné-Soroa | Foulatari        | Chétimari |

## Histoire
La commune rurale de N'Guelbély instaurée en 2002, est issue du canton de Maïné-Soroa.

## Population
Lors du recensement général de 2012, la population communale est relevée à 21 976 habitants, dont 973 habitants pour la localité principale.

## Localités
La commune s'étend sur 101 villages, 80 villages, 38 hameaux et 81 camps au nord du département de Maïné-Soroa.

## Services et infrastructures
- Centre de Santé Intégré (CSI) à N'Guelbély[5].
- Centre de formation des métiers (CFM) à N'Guelbély.